# Litoporus yucumo
Litoporus yucumo là một loài nhện trong họ Pholcidae. Loài này được phát hiện ở Bolivia.